# 石丸一
石丸 一（いしまる はじめ、1890年 – 1990年）は、日本の画家。

## 経歴
現在の徳島県小松島市立江町出身。父は漢方医であった。徳島県立徳島中学校（現在の徳島県立城南高等学校）を経て京都帝国大学医学部を卒業し、大阪市内で医院を開業し、さらに信濃橋洋画研究所で洋画を学んだ。全関西洋画展会に1927年の第1回から1943年の第30回までほぼ毎回作品を出品した。1929年の第3回展においては朝日賞を受賞した。同時期に1928年から1943年までほぼ毎年二科展にも作品を出品しており、1942年には会員に推挙された。1936年ベルリンオリンピックの芸術競技の絵画部門に絵画を出品した。1938年の九室会の創立に参加している。

## 家族
妹の島あふひも画家である。実業家の西村勝三の娘・淑と結婚した。